# Program stypendialny im. Lane’a Kirklanda
Program Stypendialny im. Lane’a Kirklanda – program, działający od 2000 roku, ma na celu przekazywanie polskich doświadczeń w zakresie transformacji ustrojowej oraz integracji europejskiej specjalistom i ekspertom z krajów Europy Wschodniej, Kaukazu i Azji Centralnej poprzez uzupełniające studia na polskich uczelniach. O stypendium mogą się ubiegać posiadający wyższe wykształcenie obywatele 11 krajów: Armenii, Azerbejdżanu, Białorusi, Gruzji, Kazachstanu, Kirgistanu, Mołdawii, Rosji, Tadżykistanu, Ukrainy i Uzbekistanu. Realizacja Programu odbywa się w ramach dwusemestralnych studiów na polskich uczelniach oraz co najmniej 2-tygodniowych staży zawodowych w instytucjach państwowych lub prywatnych.

## Historia
Celem Programu jest wspieranie demokratycznych i wolnorynkowych przemian w krajach Europy Środkowej i Wschodniej. Program jest finansowany ze środków Polsko-Amerykańskiej Fundacji Wolności, dofinansowywany przez Narodową Agencję Wymiany Akademickiej NAWA, zaś administrowany przez Fundację Liderzy Przemian. 
Pierwszy rok akademicki Programu, w ramach którego studiowało w Warszawie 12 obywateli Ukrainy, został zorganizowany przy współpracy ze Studium Europy Wschodniej Uniwersytetu Warszawskiego (SEW), kierowanego przez Jana Malickiego.
Kolejne lata przyniosły istotne zmiany w jego funkcjonowaniu. Operatorem Programu została Polsko-Amerykańska Komisja Fulbrighta[5]. O stypendia mogły się już ubiegać osoby z Białorusi, Rosji (wyłącznie mieszkańcy Obwodu królewieckiego), Słowacji i Litwy, a liczba stypendystów zwiększyła się do 30 osób.
W 2004 r. do krajów objętych programem dołączyły Gruzja i Mołdawia, a rok później – Armenia. W 2006 r. program rozszerzono na całą Rosję oraz na dwa nowe kraje – Azerbejdżan i Kazachstan. W 2009 r. przybył jeszcze jeden kraj – Kirgistan. Od roku akademickiego 2019/2020 Program rozszerzono o dwa kolejne kraje: Tadżykistan i Uzbekistan. Obecnie w ramach każdej edycji studiuje w Polsce około 50 osób.
W lutym 2016 roku powołana do życia została Fundacja Liderzy Przemian. Jej zadaniem jest administrowanie dwoma programami Polsko-Amerykańskiej Fundacji Wolności – Programem Stypendialnym im. Lane’a Kirklanda i Programem Study Tours to Poland.

## Zasady rekrutacji
Konkurs na stypendia im. Lane’a Kirklanda ogłaszany jest zazwyczaj na przełomie listopada i grudnia, zaś termin zgłoszeń upływa w marcu. Wszyscy kandydaci w momencie ubiegania się o stypendium muszą posiadać min. 2-letnie doświadczenie zawodowe oraz dyplom ukończenia studiów wyższych.
Do udziału w Programie zapraszane są osoby związane z:
- edukacją akademicką
- ekonomią i zarządzaniem, administracją rządową i samorządową, polityką
- zarządzaniem w biznesie, edukacji, służbie zdrowia, ekologii
- organizacjami pozarządowymi, instytucjami kultury
- dziennikarstwem i aktywnością obywatelską

## Kirkland Research
Kirkland Research to program utworzony w 2016 r. w ramach Programu Kirklanda. Oferuje krótkoterminowe staże badawczo-naukowe dla osób posiadających już ugruntowaną pozycję naukową. Stypendyści w ramach programu Kirkland Research nie mają obowiązku uczestniczenia w zajęciach edukacyjnych. Obowiązuje ich indywidualna praca naukowa pod kierunkiem opiekuna naukowego, której efektem ma być przygotowanie artykułu naukowego.
Podczas jednosemestralnych studiów stypendyści uczestniczą w seminariach oraz realizują indywidualne nauczanie ze wsparciem opiekunów naukowych. Program skierowany do naukowców z tytułem doktora.